# Зеда Дімі
Зеда Дімі (груз. ზედა დიმი) — село в Грузії.
За даними перепису населення 2014 року в селі проживає 425 особа.